# 自衛隊南スーダン派遣

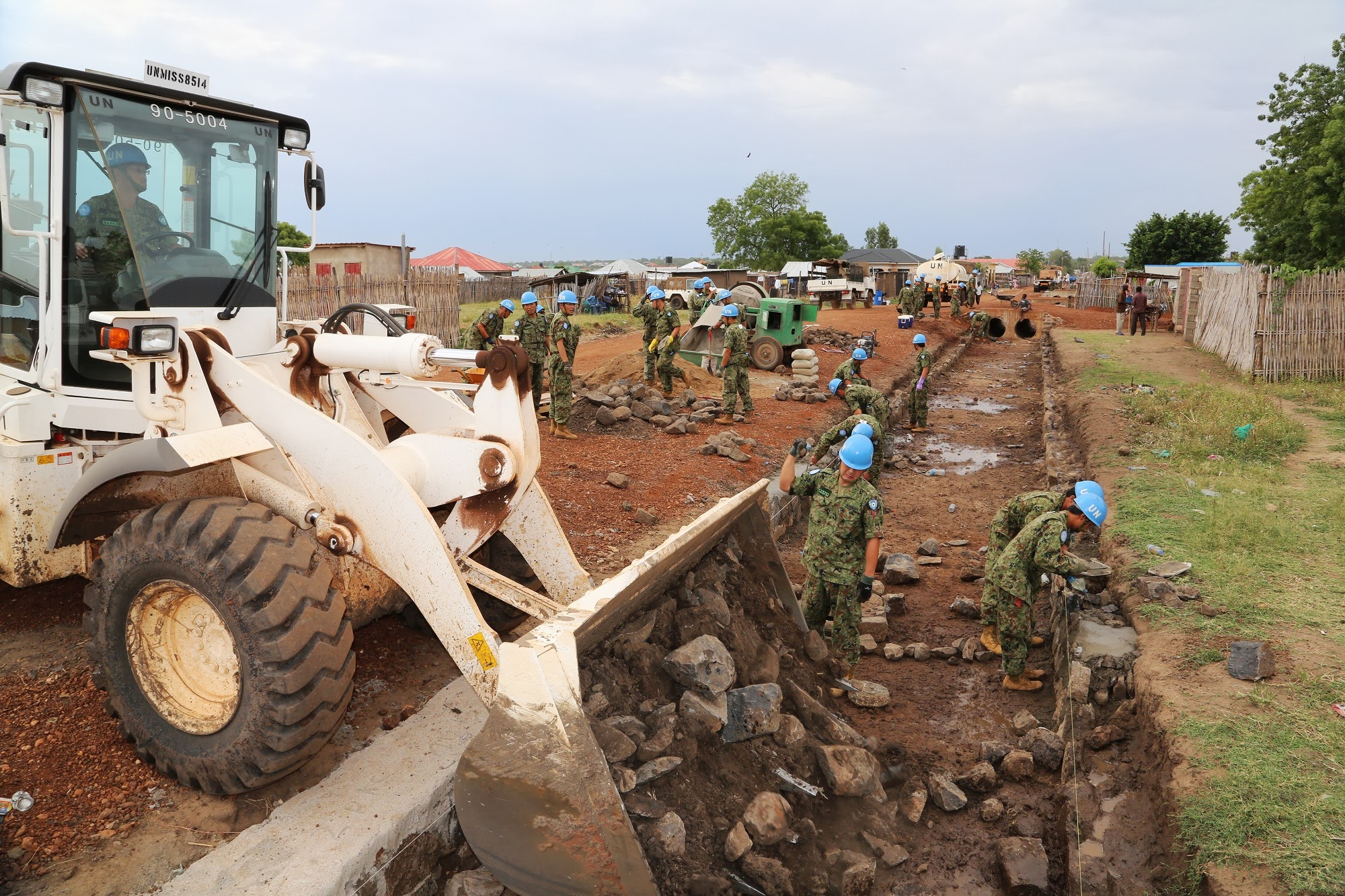
コミュニティ道路を整備する陸上自衛隊（2013年4月、ジュバ市ナバリ地区）

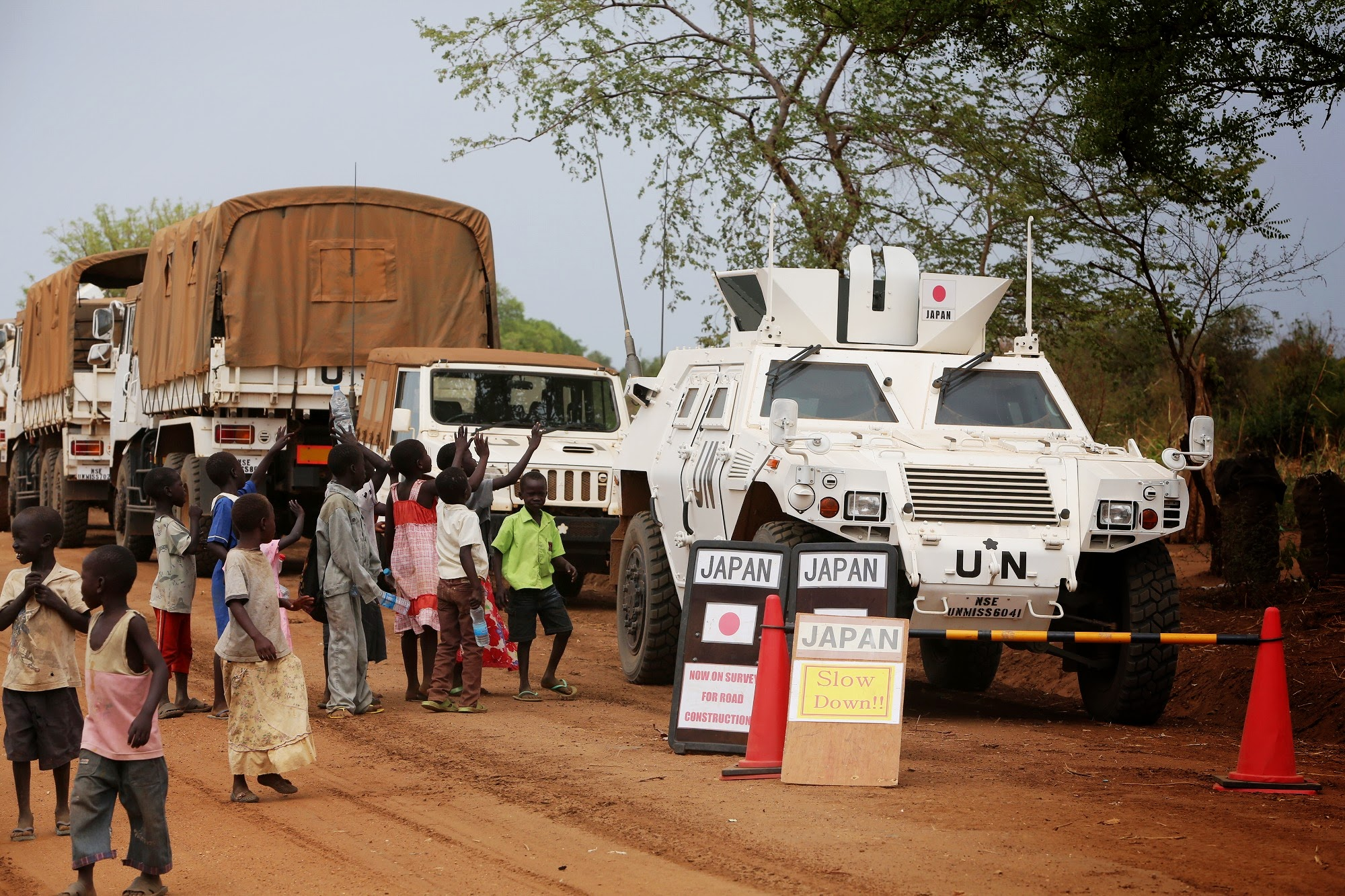
警戒に当たる軽装甲機動車

自衛隊南スーダン派遣（じえいたいみなみスーダンはけん）は、2012年1月から2017年5月までの国連南スーダン共和国ミッション (UNMISS) への、自衛隊法第84条の4第2項第4号及び国際平和協力法に基づく自衛隊の約5年間の海外派遣。国連PKO局と潘基文国連事務総長による南スーダンへの自衛隊派遣要求を受けて2011年8月8日に民主党の菅直人首相が派遣を表明、野田佳彦首相の時に派遣されて、自民党の安倍晋三首相の時に撤収した。

## 現地の治安と衛生状態
包括的和平合意 (CPA) 後の治安状況は改善傾向にあるものの、南スーダン共和国北部の上ナイル州、ジョングレイ州及びユニティ州を中心として、2010年4月に実施された選挙結果に不満を持つスーダン人民解放運動／軍の分派組織である「スーダン人民解放運動・北」(SPLM-N) が反乱活動を行っている。また南スーダン共和国西部の西エクアトリア州では、ウガンダ系民兵組織の「神の抵抗軍」(LRA) が散発的な略奪等を行っており、特に中央アフリカ及びコンゴ民主共和国との国境付近の治安が不安定となっている。さらに南スーダン共和国全般において、家畜をめぐる各民族間の争いが散発的に発生している。
自衛隊の参加が検討された際に、防衛省は現地の治安を不安視していたが、国連平和維持活動 (PKO) 参加を外交カードとしたい外務省が押し切った経緯がある。
独立したばかりの南スーダンでは、道路はほとんどが未整備で、部族間の抗争も頻発しており、マラリアなどの病気の危険も高い。テレビ朝日は、これまでの自衛隊のPKO活動の中でも最も過酷と紹介している。

## 沿革

### 2011年
- 7月8日に国連安保理において、南スーダン独立後の「地域の平和と安全の定着」及び「南スーダン共和国の発展のための環境構築の支援等」を任務とする国連南スーダン共和国ミッション (UNMISS) を設けることを定めた決議第1996号が全会一致で採択された[6]。
- 7月9日に南スーダン共和国がスーダン共和国から独立したことを受け、UNMISSが設立された。野田佳彦内閣総理大臣は潘基文国連事務総長と9月21日に会談を行なった。野田首相は国連総会演説において、UNMISSに司令部要員として自衛官を派遣する準備を進めており、施設部隊の派遣の可否は現地調査を行った上で結論を出すと表明した[6]。
- 9月22日に一川保夫防衛大臣は防衛会議を開催し、司令部要員の派遣準備を指示した[7]。
- 11月1日午前に開かれた閣議において、UNMISSへの陸上自衛隊施設部隊の派遣準備を申し合わせた。午後に開かれた防衛会議で防衛大臣から施設部隊の派遣準備が指示された[8]。
- 11月15日、南スーダンにおける平和維持活動への参加と、その実施計画及び関係政令が閣議決定された[9]。さらに、UNMISS司令部へ自衛官を派遣することが閣議決定される[10]。
- 11月28日、司令部要員2名（兵站幕僚及び情報幕僚）が日本を出発した[11]。
- 12月20日に実施計画が変更され、「南スーダン国際平和協力業務の実施に関する自衛隊行動命令」が発出された[12][13]。

### 2012年
- 1月7日 - 現地支援調整所要員など派遣隊員約240人が出席し、隊旗授与式が防衛省で行われた[14]。
- 1月11日 - 南スーダン国際平和協力隊現地支援調整所の先遣要員5名が出国した[15]。
- 1月13日 - 南スーダン国際平和協力隊が現地で使用する資器材等（大型トラックや水タンク車、糧食、天幕等）の空輸のためアントノフAn-124がチャーターされ13日夜に成田空港を出発し翌14日にウガンダのエンテベ国際空港に到着した。宿営用の天幕や食料は別の中型貨物機に移し替え、16日午前、ジュバ国際空港に到着した。車両などは大型トレーラーを使ってエンテベ空港からジュバに向け陸路を使い輸送された[16]。
- 1月14日 - 南スーダン国際平和協力隊の陸上自衛隊の現地支援調整所要員と派遣施設隊先遣隊の隊員の計34人が成田空港を出発し翌15日に現地に到着した。この内、現地支援調整所の南スーダン首都ジュバの本部要員として10名及び派遣施設隊先遣隊として13名の計23名はジュバに到着、残りの11名は現地支援調整所のウガンダ班として隣国のウガンダのエンテベ空港に到着した[16]。
- 1月15日 - 調整所先遣要員は15日に現地入り後、直ちに支援調整所を立ち上げ、国連や関係機関との調整を開始した。また調整所先遣要員、施設部隊先遣隊の両隊員は、宿営用の天幕や食料の受け入れ業務を開始した[17]。
- 1月19日 - エンテベ国際空港から大型トレーラーで運ばれてきた陸自車両（トラック、水タンク車など）がジュバに到着した[17]。
- 1月21日 - 油圧ショベルなどの重機を搭載してアントノフAn-124が成田空港を出発した。24日、エンテベ国際空港に到着した。その後エンテベ国際空港から陸路を使いジュバに向け輸送が開始された[17]。
- 1月26日 - 陸自派遣施設隊が使用する資器材や装備品等を搭載したC-130H輸送機1機（南スーダン空輸隊長・狗田将明2空佐以下約20人）が小牧基地を出発し、同30日、ジュバに到着した[18]。
- 1月28日 - 施設部隊の1次隊の先発主力の約40名の隊員が、1月28日に成田空港を出発、翌日29日にジュバに到着した。先遣隊と共に、資機材の受け入れなど宿営地の準備を開始[18]。また宿営予定地では、施設隊が天幕生活を開始した[19]。
- 2月1日 - 施設部隊がジュバの宿営予定地の整地を開始[20]。
- 2月6日 - 司令部要員1名（施設幕僚）が出国した[19]。
- 2月21日 - 1次隊の主力となる、中央即応連隊の約100人を含む約120人がC-130でジュバ空港に到着した[21]。総員は203名となり、宿営地の建設が本格化する[22]。
- 3月25日 - 3月22日に岩見沢駐屯地所属の、北部方面施設隊第12施設群第337施設中隊の34名が駐屯地を出発[23]、25日に空路で首都ジュバに入り、1次隊に加わった。これで、1次隊の全員が現地入りした。4月上旬より、ジュバ市内で道路工事などを実施する予定である[24]。

- 4月2日に施設部隊は首都ジュバ市内で道路工事を開始した[25]。

- 4月、南北スーダン国境紛争が発生し、田中直紀防衛大臣は現地調査を指示した。2次隊の派遣時期が遅れると、既に派遣済みの1次隊が現地に長期滞在することとなってしまい、隊員の士気や健康に悪影響を及ぼすおそれがあったが、岩崎茂統合幕僚長は「任務に影響はない」としている[26]。2012年5月1日に、防衛省による調査団が派遣された[27]。5月10日に藤村官房長官と玄葉光一郎外相、田中防衛相は、「南北スーダン間の軍事的緊張は限定的であり、PKO参加5原則は崩れていない」として、予定通りに2次隊を派遣することを決定した[28][29]。

2次施設部隊の先発隊となる陸自隊員23人は6月1日に成田空港を出発し。6月3日に南スーダン首都ジュバに到着した、1次施設部隊の約60人は。6月11日に帰国の途につき、羽田空港に到着した。
6月23日に北部方面隊に所属する第11旅団などからなる約110人の部隊が首都ジュバに到着し、2次隊は全員が現地入りした。2月から南スーダンで活動していた中央即応連隊を中心とした1次隊の隊員約100人は6月24日に帰国し、宇都宮駐屯地において出迎え式が開かれた。
7月5日に国連安保理決議においてUNMISSの活動期間が1年間延長された。日本政府はこれを受けて10月16日の閣議において自衛隊の南スーダンへの派遣を2013年の10月末までに延長することを決定した。
7月26日に南スーダン国際平和協力隊の第1次隊に対して特別賞状、第1次派遣施設隊長の坂間2陸佐に第1級賞詞が授与された。
11月15日に防衛省は、第3次隊の派遣計画概要を発表した。総員は約330名で、11月21日、12月3日、12月17日の3回に分けて日本を出国する。11月21日に防衛省は、国際連合南スーダン派遣団司令部に陸上自衛官2名（情報幕僚一等陸佐1名、兵站幕僚三等陸佐1名）を派遣すると発表した。

### 2013年

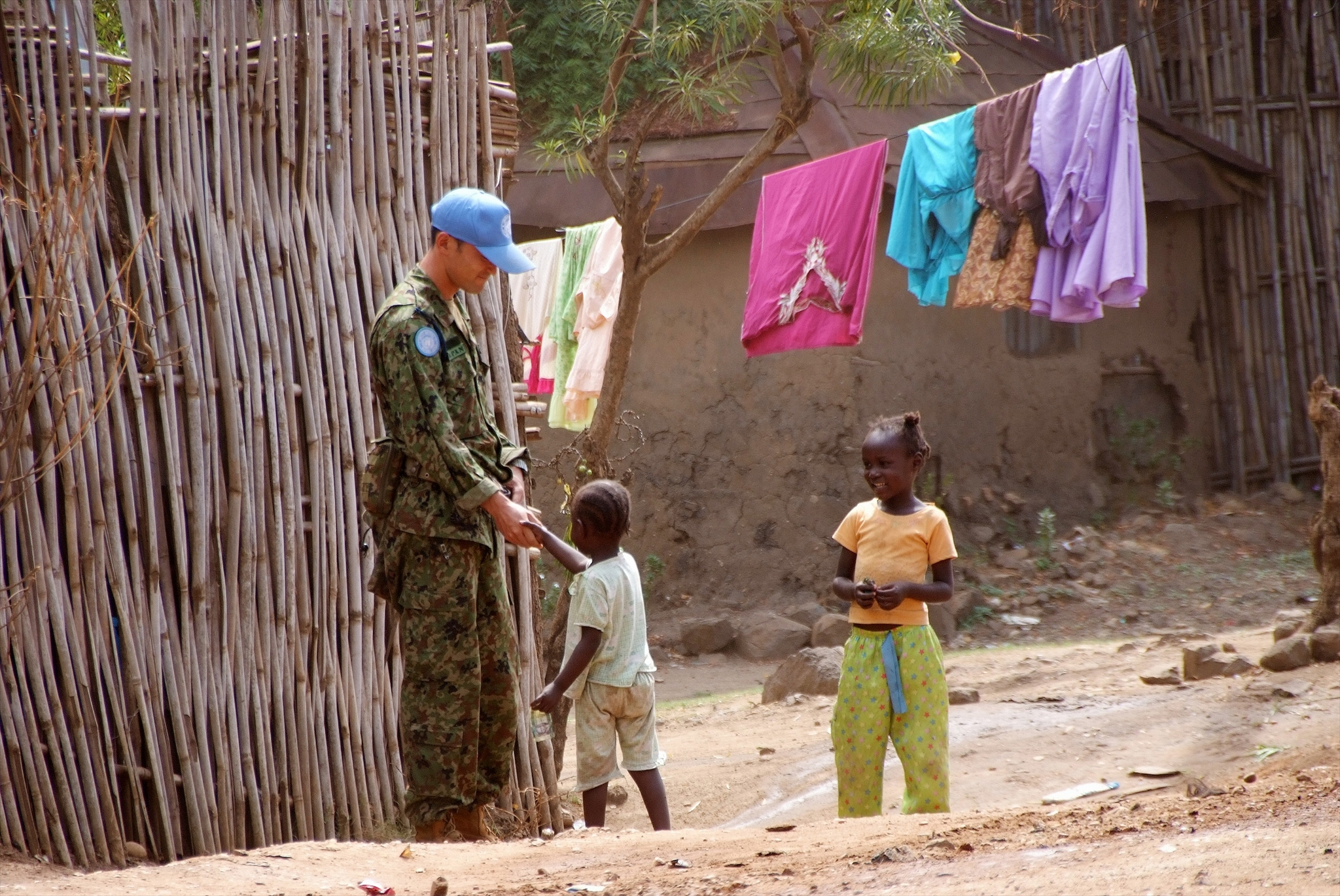
現地の児童と交流する自衛官

1月17日に防衛省は、国際連合南スーダン派遣団司令部に陸上自衛官一名（三等陸佐、施設幕僚）の派遣することを発表した。要員は19日に日本を出国した。3月15日にユニセフ親善大使をつとめる黒柳徹子が、自衛隊の南スーダン派遣施設隊を訪問、視察し、自衛隊員と懇談、激励している。
小郡駐屯地の隊員約40名が、5月26日に施設隊第4次隊の先遣部隊として出発した。第23回参議院議員通常選挙の投票に際して、南スーダンへの派遣要員を含む海外派遣の自衛官約910人は、7月19日までに不在者投票を済ませている。
10月4日に内閣府は、自衛隊の派遣期間を2014年10月末まで再延長することを決定した。部隊の人員を330人から410人に増やすことも決定された。この方針は、10月15日の閣議で正式に決定した。

#### 内戦の発生と大韓民国国軍部隊への銃弾提供
2013年12月15日に首都ジュバにおいてクーデター未遂事件が発生した。戦闘は北部地域を中心として内戦に拡大しており、防衛大臣小野寺五典は、首都ジュバにおいて活動していた施設部隊に対して、駐屯施設外でのインフラ整備活動の中断を命令した。部隊は施設に集まっている避難民への医療・給水支援活動に切り替えている。
12月21日夜になり、ジョングレイ州の州都ボルを拠点として活動している大韓民国国軍工兵部隊の部隊長から自衛隊部隊長の井川賢一1等陸佐に連絡があり、戦闘がボル周辺に近づき避難民が施設周辺に集まっている状況で弾薬が不足しているため、5.56x45mm NATO弾を提供するよう差し迫った要請があった。大韓民国政府は国際連合に対して弾薬提供を打診し、国際連合は日本国政府へ打診を行なった。
日本は『武器輸出三原則』に基づき、国際連合平和維持活動における他国部隊への武器の提供を禁止しているが、内閣総理大臣安倍晋三は、12月23日に開催した国家安全保障会議において、「一刻を争う緊急事態であり、緊急性と人道性が極めて高いこと」を理由として、武器輸出三原則の例外措置として実施することを決定し、同日夜に1万発の銃弾が大韓民国国軍工兵部隊に提供された。国際連合平和維持活動等に対する協力に関する法律に基いて、他国の軍隊に武器弾薬が提供されるのは、これが初めてである。
日本国政府は、過去の国会答弁において、「PKO活動において仮に国連から弾薬の提供の要請があっても断る」と説明しており、日本共産党の市田忠義書記局長、生活の党の鈴木克昌幹事長、社民党の吉田忠智党首は政府の対応を批判した。大韓民国国内では、安倍晋三首相が提唱する集団的自衛権行使に関する「日本国憲法判断見直しを後押しするものだ」として、日本国政府と大韓民国政府への批判が発生した。大韓民国政府（青瓦台）は、批判を躱すため「支援は国際連合から受けた」としていたが、後になって「国際連合に要請、その回答を受け自衛隊に要請した」とコメントを修正した。
高まる批判を受けて、大韓民国政府は銃弾の返却を決め、2014年1月16日に陸上自衛隊側に引き渡された。大韓民国国防部からの謝意の表明はなく、防衛大臣小野寺五典は、提供時に現地の大韓民国国軍部隊長が表した感謝の言葉のみで十分であるとコメントした。

### 2014年
内戦の発生を受けて国連はUNMISSの戦闘部隊を増強することを決定し、パキスタン、バングラデシュ、ネパールなどが部隊の派遣を了承した。要員および装甲車などの装備の輸送について、国連はアメリカやNATOの大型輸送機で一旦ウガンダのエンテベ国際空港へ運び、そこから自衛隊のC-130輸送機でジュバ空港へ向かう計画を立て日本政府に支援を要請したが、日本政府では自衛隊が他国の武力行使と一体化し憲法違反となる恐れがあるとしてこれを拒否した。1月14日に菅義偉官房長官は「国連南スーダンミッションへの航空輸送支援の打診があったことは事実」であるが、「政府部内で各国の対応状況や実施時期、法的側面などを総合的に検討した結果、今回の支援要請については慎重に対応するようにした」とコメントした。
2014年5月8日、小野寺五典防衛大臣はジュバを訪問し、自衛隊の活動を視察した。現職閣僚が南スーダンの活動を視察するのは初めてとなる。
2014年10月21日、日本政府は南スーダンでの国連平和維持活動、2014年10月末までだった派遣期間を4カ月延長し、2015年2月末までにすることを決めた。

### 2015年
2015年1月19日、中谷元防衛大臣が南スーダンを訪問し、自衛隊の現地部隊の視察や、南スーダンの国防相と会談した。
2015年2月10日、日本政府は南スーダンでの国連平和維持活動、2015年2月末までだった派遣期間を6カ月延長し、2015年8月末までにすることを決めた。
2015年8月7日、日本政府は南スーダンでの国連平和維持活動、2015年8月末までだった派遣期間を6カ月延長し、2016年2月末までにすることを決めた。延長は、国連が南スーダン派遣団の期間を2015年11月まで延長したことに伴う措置。
2015年9月17日、外務省は、同年3月3日付けの国際連合安全保障理事会決議第2206号に基づき、同理事会制裁委員会により指定された南スーダンにおける平和等を脅かす行為等に関与した者等6個人に対し、資産凍結等の措置を講ずることとした。

### 2016年
2016年2月9日、日本政府は南スーダンでの国連平和維持活動、2016年2月末までだった派遣期間を8ヵ月間延長し、2016年10月末までにすることを決めた。
2016年7月、キール大統領派の正規軍とマチャル第一副大統領派の武装勢力との間で銃撃戦を伴う衝突が発生し、南スーダンは再び内戦状態へと逆戻りした。国際協力機構（JICA）の関係者ら在留邦人47人が退避し、日本大使館員のうち4名も自衛隊機C-130に搭乗して自衛隊の駐屯している近隣国のジブチへと避難した。南スーダンに踏み止まった紀谷大使を含む日本大使館員も、ジュバの大使館では身の安全を図れないと判断して陸上自衛隊の宿営地へ駆け込み、戦闘状態が終息するまで同宿営地で宿泊を続けた。この時、国連の平和維持活動に参加していた中国人隊員2名（李磊と楊樹朋）が殺害され、5名が重軽傷を負った。また、バングラデシュの宿営地も攻撃を受け、隊員が砲撃音から攻撃位置を特定して単発式の銃で計44発ほど応射、同宿営地では隊舎の一部が壊れたほか監視所や車両の窓なども破損した。
2016年10月8日、稲田朋美防衛大臣は南スーダンを訪問し、ジュバを視察した。また、南スーダンのデイヴィッド・ヤウ・ヤウ副国防相、国際連合南スーダン派遣団のエレン・マルグレーテ・ロイ国際連合事務総長特別代表と会談した。当初、視察は9月17日に予定されていたが、抗マラリア薬の副作用とみられるアレルギー反応が出たため、延期していた。
2016年10月25日、日本政府は南スーダンでの国連平和維持活動、2016年10月末までだった派遣期間を5ヵ月間延長し、2017年3月末までにすることを決めた。
2016年11月15日、日本政府は南スーダンでの国連平和維持活動に派遣する陸上自衛隊の部隊に、安全保障関連法に基づく新任務「駆けつけ警護」や他国のPKO要員らとともに武装勢力から宿営地を守る「共同防護」を新たに付与することなどを盛り込んだ実施計画を閣議決定した。後、18日に正式に稲田朋美防衛大臣から新任務付与の命令を出された。
2016年12月3日、防衛省は、陸上自衛隊員の殉職や重度障害に対しての見舞金の限度額を、それまでの6000万円から9000万円へと引き上げた。この措置が取られた理由について、南スーダンPKOの任務に際して「駆けつけ警護を付与した以上、リスクのある危険な任務を遂行する可能性がある」と、いみじくも防衛省幹部が述べている。
2016年12月12日、任務を終える南スーダン派遣施設隊10次隊に代わって田中仁朗1佐が率いる11次隊が南スーダンでの活動を引き継ぎ、11次隊には、それまでの任務に加えて「駆け付け警護」と「宿営地の共同防護」が付与されることになったが、実行されることはなかった。

### 2017年
2017年3月10日、自衛隊施設部隊の5月末をめどに活動を終了する事が発表された。安倍総理は閣議後の記者会見で「同国における活動に一定の区切りがついたため」と説明し、民進党やマスコミから追及されていた現地の治安情勢の悪化、政府の瓦解による内戦再開に伴い、南スーダンの実態が派遣要件を満たさなくなったことによる「撤退」ではないとした。
2017年3月18日、宿営地の南1.5キロの商店で物資の買い物中だった陸上自衛隊員5人が、南スーダン政府軍の兵士に誤って連行されたが、現地の日本大使館が政府軍と協議し、約1時間後に解放された。武器取り締まりに関する尋問を受け、広場まで連行されたという。
2017年5月16日、日本政府は部隊が今月末に撤収する状況に伴い、部隊が使用していた重機や発電機などの機材をUNMISSに無償譲渡することを閣議決定した。UNMISSは今月末に引き渡しを受け、南スーダンで活動する他国部隊に貸与する。
2017年4月19日に第11次隊の第1陣約90名、5月6日に第2陣115名、第3陣が5月14日、最後の第4次隊（隊長以下40名）は5月25日（日本時間）に現地を出発し、5月27日に全隊員が無事帰国した。部隊としての活動は収束したが、司令部要員派遣は継続される。

#### 日報隠蔽問題
部隊撤収が発表される前の2017年2月に、派遣日報を破棄したと説明しながら実際は保管されていたことが明らかとなったことを受け、防衛監察本部が特別防衛監察を開始した（日報は2月6日の時点で同じデータが「統合幕僚監部で発見された」と公表され、翌日7日に一部黒塗りで公開された。別に陸自で見つかった日報の電子データは2月15日に個人保管の資料であるとして非公表方針が決まっていたため、防衛省は情報公開法上の問題はなかったと主張している。（しかし、公文書管理法においては、国の省庁の職員が職務上作成し、組織で使う文書は公文書にあたるとしており、この防衛省の説明には異議が唱えられている）。防衛監察本部は幹部らによる隠蔽を認定する特別防衛監察の結果を7月28日に公表するとともに関係職員を処分。この影響を受け防衛事務次官と陸上幕僚長が辞任を表明し、同日の午後には防衛大臣も辞意を表明する事態に至った。
本事案にかかわる処分者は以下の通り。なお、防衛事務次官の停職処分は前身の防衛庁時代を含めても初の案件となった。
- 防衛事務次官 - 停職4日
- 陸上幕僚長 - 減給1か月1/10
- 中央即応集団国際副司令官（当時） - 停職5日
- 陸上幕僚監部運用支援・情報部長（当時） - 停職3日
- 統合幕僚監部総括官 - 停職2日

監察結果では防衛省幹部らが2017年2月13日と15日、稲田朋美防衛相に南スーダンPKOの日報に関し説明した。稲田氏が陸上自衛隊側から日報のデータ保管の報告を受けた可能性を否定できない。稲田氏が保管の事実を非公表とする方針を了承した事実はない。稲田朋美防衛相に日報隠蔽の報告があったなら「国会でうそ」、稲田朋美防衛相に日報隠蔽の報告がなかったら「指導力の欠如」でいずれの場合も文民統制できていないことになる。黒江哲郎事務次官はデータを廃棄したとの説明を続け、保管の事実を明らかにせず自衛隊法違反に当たる。防衛省は日報の保存期間を10年とするなどの再発防止策をまとめた。改善・再発防止策で、今後海外に派遣される部隊が作成した日報は全て統幕参事官に送り参事官が整理保存して一元的に管理し情報公開法に基づく情報公開請求にも一元的に対応する。保存期間が10年とし満了後は国立公文書館に移管する。文書不存在による不開示決定とした全案件について管理者へのヒアリングや保存可能性のある部局の現地調査を実施する「情報公開査察官(仮称)」を新設する。PKO活動にかかる派遣部隊から上級部隊への報告、部隊から各幕僚監部、内局や政務三役への報告等日報以外の活動の記録報告は基本的に保存期間を3年とする。2017年8月10日衆参両院国会閉会中審査で野党が出席を希望した稲田朋美前防衛相、岡部俊哉前陸上幕僚長、黒江哲郎前防衛事務次官は与党自民党の反対で欠席。

### 2018年
2018年5月18日、日本政府は南スーダンでの国連平和維持活動、2018年5月末までだったUNMISS司令部への自衛官4人の派遣期間を1年間延長し、2019年5月末までにすることを決めた。

### 2019年
2019年5月17日、日本政府は2019年5月末までだったUNMISS司令部への自衛官4人の派遣期間を1年間延長し、2020年5月末までにすることを決めた。UNMISSの活動期間延長に伴う措置。

### 2020年
2020年5月22日、日本政府は南スーダンでの国連平和維持活動、2020年5月末までだったUNMISS司令部への自衛官4人の派遣期間を1年間延長し、2021年5月末までにすることを決めた。

### 2021年
2021年5月21日、日本政府は南スーダンでの国連平和維持活動、2021年5月末までだったUNMISS司令部への自衛官4人の派遣期間を1年間延長し、2022年5月末までにすることを決めた。

### 2022年
2022年5月20日、日本政府は南スーダンでの国連平和維持活動、2022年5月末までだったUNMISS司令部への自衛官4人の派遣期間を1年間延長し、2023年5月末までにすることを決めた。

### 2023年
2023年5月12日、日本政府は2023年5月末までだったUNMISS司令部への自衛官4人の派遣期間を1年間延長し、2024年5月末までにすることを決めた。

### 2024年
4月19日、日本政府はUNMISS司令部に自衛官2人を追加派遣することを決定した。計6人となり、新たに派遣する2人のうち1人の階級は1等陸佐で、これまで派遣した自衛官の中で最高位となる。1等陸佐は人事・評価・訓練を担当する副参謀長を担う。派遣期間を1カ月延長し、6月30日までとすることも決めた。国連安保理がUNMISSの活動期間延長を決めていないための当面の措置。
6月21日、日本政府はUNMISS司令部への自衛官6人の派遣期間を1年間延長し、2025年6月末にすることを決めた。

## 司令部等要員の任務及び規模
- UNMISS軍事部門司令部における兵站全般の需要に関する部内の調整に関する業務（兵站幕僚の任務）1名
- UNMISS統合ミッション分析センターにおけるデータベースの保守管理に関する業務（情報幕僚の任務）1名
- UNMISSミッション支援部におけるUNMISSの施設業務に関する企画及び調整に関する業務（施設幕僚の任務）1名
- 派遣先国の政府その他の関係機関と司令部要員との間の連絡調整に関する業務（3名）

## 派遣部隊の任務と規模
- 道路等のインフラ整備等を行う陸上自衛隊施設部隊（最大330名）
- 上記部隊の活動を支援するため、支援調整所を設け、国連、現地政府機関等との調整を行う陸上自衛隊の部隊（最大40名）
- 上記の陸上自衛隊員からなる2部隊のための輸送及び補給の業務を行う海上自衛隊の部隊（170名）
- 上記の陸上自衛隊員からなる2部隊のための人員・物資等の空輸及び空輸を行う航空機の整備を行う部隊（170名）

なお、派遣部隊の隊長は現地支援調整所の所長（1佐）が就任し、別に派遣部隊の指揮官として施設隊の長（2佐）が就任する。

## 派遣先国
- 施設部隊：南スーダン
- 支援調整所の部隊：上記に加えて、ウガンダ、ケニア
- 輸送補給部隊：上記に加えて、インド、カンボジア、シンガポール、スリランカ、タイ、フィリピン、ベトナム、マレーシア、モルディブ、英国（ディエゴガルシア島）、アラブ首長国連邦、イスラエル、オマーン、サウジアラビア、エジプト、ケニア、ジブチ、セーシェル

施設部隊の主な活動地域は、当初、ジュバ周辺のみであったが、2013年5月、西エクアトリア州、東エクアトリア州にも活動範囲を広げる事が決定された。同地のバングラデシュ軍が撤退するため、それを補うために国連からの要請に応えた形である。

## 装備品
- 武器
  - 9mm拳銃84丁

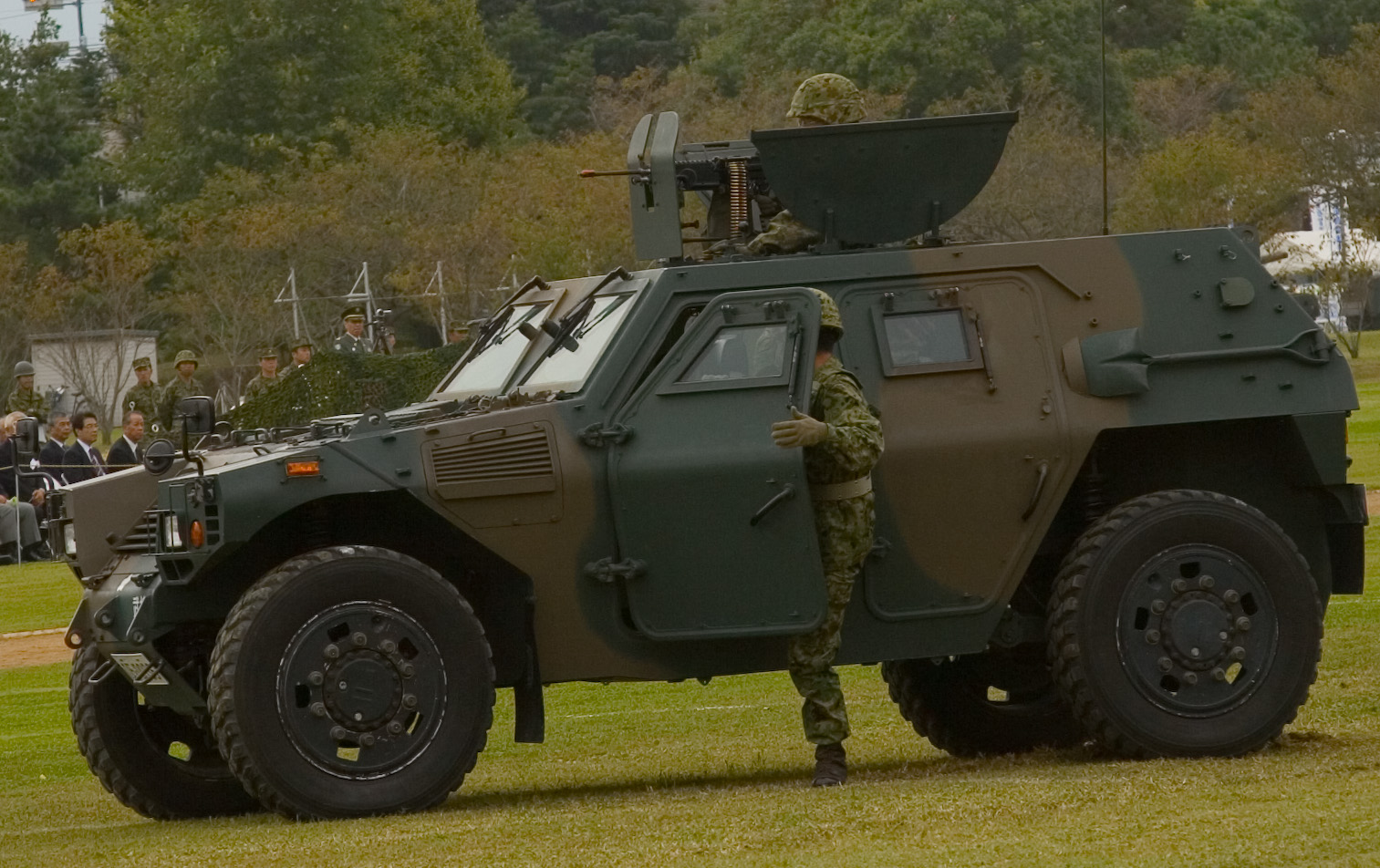
MINIMIを装備した軽装甲機動車

  - 小銃（89式5.56mm小銃又は64式7.62mm小銃）297丁
  - 5.56mm機関銃MINIMI5丁
- 車両
  - 軽装甲機動車、高機動車、1/2tトラック、1・1/2tトラック、3・1/2tトラック、3・1/2t水タンク車、ドーザ、油圧ショベル、バケットローダ、グレーダ等合わせて160両
- 艦船
  - 輸送艦1隻（おおすみ型輸送艦）
- 航空機
  - 輸送機 (C-130H) 4機
  - 空中給油・輸送機 (KC-767) 1機
  - 特別輸送機 (B-747) 1機

## 役務機材
- 航空機（チャーター）

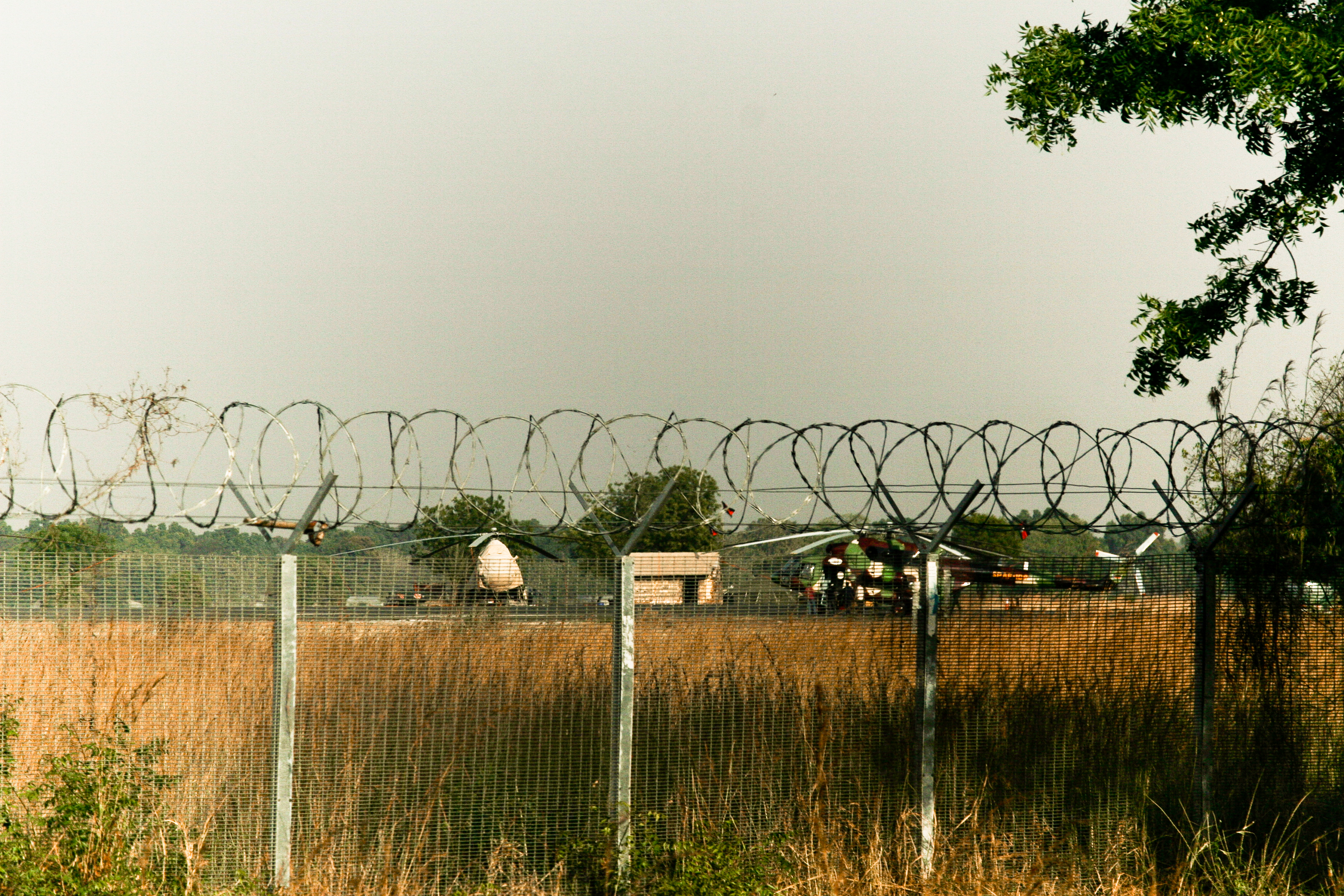
ジュバ空港

  - 大型輸送機 (An-124) 成田国際空港 ‐ エンテベ国際空港
  - 大型輸送機 (Il-76) エンテベ国際空港 ‐ ジュバ空港

## 備考
陸上自衛隊施設部隊の警護は、ルワンダが行う予定。防衛省は、陸上自衛隊の宿営地の設営や、上下水道、電気配線の設置などの事業を丸紅に発注した。
首都のジュバでインフラ支援を行うことが決まっている部隊は自衛隊のみであり、現地の期待は高い。南スーダンのマリアル・ベンジャミン情報放送相は、「日本からの民間投資の呼び水になる」として「できるだけ長く活動してほしい」と歓迎している。自衛隊は、まず宿営地の建設から開始し、4月から本格的なインフラ整備に取り掛かる予定である。
南スーダンのサルバ・キール・マヤルディ大統領は、「南スーダンで自衛隊はすばらしい仕事をしている」と評価している。